# Vivante Corporation
Vivante Corporation — зарегистрированная в США бесфабричная компания-разработчик дизайна микросхем, один из лидеров отрасли в проектировании мобильных графических ускорителей.
Vivante занимает ведущие позиции на рынке лицензируемых GPU IP. По информации аналитической компании Jon Peddie Research, её доля рынка в первой половине 2012 года составляла 9,8 % (третье место).
Полупроводниковые 2D- и 2D/3D-решения Vivante с поддержкой OpenCL и OpenGL используются в смартфонах, планшетах и MID, приставках HDTV/IPTV, устройствах потребительской электроники и встраиваемых системах.
Является частной компанией при поддержке китайских, американских и некоторых других азиатских инвестиционных фондов. К примеру, в числе инвесторов можно отметить Fujitsu Limited в качестве одного из вкладчиков в фонд корпоративного венчурного капитала.
R&D-центры разработки расположены в Шанхае и Чэнду (Китай).
К 2010 году компания являлась обладателем не менее 40 патентов, а её решения использовались в более чем 30 продуктах других производителей электронных чипов.

## История
Компания была основана в 2004 году. До января 2007 года корпорация носила название GiQuila. Изначально бесфабричная компания была ориентирована на рынок мобильной игровой индустрии. Первым продуктом компании был DirectX-совместимый графический процессор, устанавливаемый в персональные компьютеры. GiQuila входила в число разработчиков, с которыми сотрудничала компания Futuremark в ходе создания бенчмарка 3DMarkMobile ES 2.0.
Со сменой названия изменилось и главное направление деятельности, переместившись в разработку дизайна встраиваемых графических решений и продажу соответствующих лицензий.
2009
VeriSilicon Holdings решил использовать Vivante IP в своих SoC для мобильных и домашних развлекательных приложений.
Институт компьютерных технологий Китайской академии наук также объявил о долгосрочном сотрудничестве с Vivante для использования в своих разработках компьютера общего назначения графические процессоры американского чип-дизайнера, которые, по мнению ведущих специалистов института, являются идеальным решением, представляя полнофункциональную высокоскоростную графику с низким энергопотреблением.
2010
Vivante приобрела права на пользование системой Carbon Design Systems у компании Carbon Model Studio. Это позволяет начинать разработку программного обеспечения и отладку будущей микросхемы до её претворения в кремнии.
2011
Бесфабричная компания Nufront Co. Ltd. приобрела лицензии Vivante для графического ядра своей неназванной системы на кристалле.
Vivante расширила своё лицензионное соглашение с Freescale Semiconductor, что позволяет включить многоядерный чип GPU IP GC5000-MP в SoC Freescale i.MX.
2012
Vivante выбрала инновационные решения Cadence для совершенствования своих продуктов.
HiSilicon Technologies подписала соглашение о использовании в своих ARM процессорах графических решений от Vivante.
Cavium Networks объявила, что будет использовать GPU от Vivante в своих ARM-процессорах для встраиваемых систем.
Компания Marvell объявила, что будет использовать IP-ядра Vivante в своих процессорах Armada.
Vivante стала членом сообщества HSA (Heterogeneous System Architecture Foundation). Целью HSA является создание единой спецификации архитектуры и стандартного интерфейса прикладного программирования (API), с помощью которых разработчики могут легко оптимизировать распределение нагрузок между GPU и CPU, а также улучшить производительность и энергетическую эффективность систем.
В 2012 году корпорация стала первой из разработчиков GPU-IP-ядер, внедрившей аппаратную поддержку OpenGL ES 3.0 API.
2013
На выставке CES в 2013 году корпорация объявила о своём присоединении к альянсу GENIVI (англ. GENIVI) — консорциуму, объединяющему разработчиков и производителей автомобильной и бытовой электроники, а также продвигающего принятие открытых автомобильных информационно-развлекательные стандартов (IVI).
2015
Vivante была приобретена холдингом VeriSilicon и представлена на рынке под этим новым именем.

## Продукция
Основными продуктами компании являются IP-ядра ускорителей 3D-графики. Специализация только на обработку 3D-графики началась с ядра GC2000 и более новых, а до этого ядра включали в себя также отдельный конвейер для обработки 2D-графики (Блиттер, Композитинг, преобразование цветовых пространств YUV в RGB при работе с видео и пр.). Использование в системе отдельного специализированного решения только для обработки 2D-графики выгодно с различных точек зрения: возможность отдельного управления питанием, получение более высоких скоростей обработки, упрощение тестирования, уменьшение площади 3D-ядра и другое.
Кроме того, предлагаются специализированные ускорители для векторной графики по стандарту OpenVG, возможна поставка дисплейного контроллера.
Графические ядра от Vivante не имеют собственных контроллеров памяти, они используют оперативную память системы на кристалле через один или два порта шины AXI.

### Ускорители 2D
- GC200
- GC320 (для разрешений экрана 1080p / 2K)
- GC420 (для разрешений экрана 4K)
- GC520 (для разрешений экрана 8K)

### Ускорители OpenVG
- GC350
- GC355

### Ускорители 3D+2D
- GC4x0
- GC5x0
- GC6x0
- GC8x0
- GC1000

### Ускорители 3D
- GC2000
- GC4000
- GC5000
- GC6000
- GC8000

## Применение Vivante GPU/IP

### Системы на кристалле, основанные наARMпроцессорах
- Freescale серия i.MX6[20] (3D ускоритель Vivante GC2000 + 2D ускоритель Vivante GC320 + OpenVG ускоритель Vivante GC355[31])[32]
- Hisilicon Hi3716C[33] (3D ускоритель GC800)[34]
- HiSilicon K3V2[35] (сдвоенный 3D ускоритель Vivante GC4000)
- InfoTMIC IMAPx210 (ARMv6, 3D ускоритель Vivante GC600)[36]
- Marvell PXAxxx (ARMADA)[24][37]
  - Marvell 88SV331x (Vivante GC530[31])
  - Marvell Armada 510 (Vivante GC600[38])
  - Marvell Armada 620 (Vivante GC2000 и Vivante GC300, OLPC XO-1.75 — Vivante GC860[31])
  - Marvell PXA986 (Vivante GC1000, устройство на базе этого чипа: Samsung Galaxy Tab 3 7.0[39])
  - Marvell ARMADA 1500 (88DE3100) (Vivante GC1000, этот чип применяется в Google TV устройствах)[40])
- Rockchip RK2918[41] (3D ускоритель Vivante GC800[31])
- Texas Instruments OMAP4470[42], OMAP5430, OMAP5432 (2D ускоритель Vivante GC320[43])
- Vimicro VC882 (Vivante GC400, устройство на базе этого чипа: Haipad M8)
- Actions ATM7029 (Vivante GC1000, устройство на базе этого чипа: Ainol Novo 10 Hero II)[44]

### Системы на кристалле, основанные наMIPSпроцессорах
- Ingenic
  - JZ4760 (2D ускоритель Vivante GC200)
  - JZ4770 (3D ускоритель Vivante GC860[31])[45][46]
- Godson-2H[47]

### Системы на кристалле, основанные на процессорахЭльбрус
- Эльбрус-1С+ (3D ускоритель Vivante GC2500)

## Программное обеспечение
Программное обеспечение для этих GPU распространяется в виде готового набора бинарных файлов. Причем не самой фирмой Vivante на их собственном сайте, а теми фирмами, которые создают чипы на основе этих GPU, либо изготовителями устройств на базе этих чипов.
Возможно выделить три основные компоненты драйвера:
- модуль уровня операционной системы (Linux, Windows CE, Windows 8, QNX)[6]
- пользовательская библиотека GAL (graphics abstraction layer), непосредственно работающая с GPU через модуль ОС.
- пользовательские библиотеки, предоставляющие функции для работы по стандартам OpenGL, OpenGL|ES 1.x/2.x/3.x, OpenVG, OpenCL (все они вызывают библиотеку GAL во время своей работы).

Для разработчиков приложений под эти GPU существует SDK в виде набора программ для ОС Windows, однако их доступность также ограничена (в отличие от свободно скачиваемых аналогичных программ от ARM, Imagination и Qualcomm).
Попыткой изменить существующую ситуацию в 2013 году стал открытый проект Etna_viv, целью проекта является разработка полноценных драйверов Mesa/Gallium3D. Автором проекта выступил Владимир Дж. Ван-дер-Лан из Нидерландов. В рамках проекта был создан драйвер OpenGL ES 2.0 для версий 3D GPU с одним пиксельным конвейером (ядра GC1000 и ниже), его надежности и функциональности достаточно для запуска таких игр, как Quake 3 Arena, Descent 2 rebirth и Hurrican.
На сайте Visucore High-Performance Visual Computing была приведена сравнительная таблица различных GPU Vivante на основе информации из специальных регистров GPU, где хранится информация о той или иной возможности конкретного ядра.